# Home Park
Pour les articles homonymes, voir Home Park (homonymie).
Home Park est un stade de football localisé à Plymouth. C'est l'enceinte du club de Plymouth Argyle FC.

## Histoire
Ce stade de 16 388 places fut inauguré en 1894 pour le rugby et en 1901 pour le football.
Le record d'affluence est de 44 526 spectateurs le 13 janvier 1934 pour un match de FA Challenge Cup Plymouth Argyle FC-Huddersfield Town FC.
Le terrain fut équipé d'un système d'éclairage pour les matchs en nocturne en septembre 1953.